# Hanus Kamban
Hanus Kamban (før Andreassen) (født 25. juli 1942 i Saltangará) er en færøsk poet, forfatter, oversætter og redaktør. Kamban har to gange fået Mentanarvirðisløn M. A. Jacobsens (kulturpris fra Thorshavn byråd), første gang i 1980 for faglitteratur og anden gang i 1986, da han modtog prisen for skønlitteratur. Desuden har Kamban modtaget Mentanarvirðisløn Landsins (Færøernes Kulturpris) i 2003. Kamban skriver overvejende noveller og digte, men oversætter også tekster fra engelsk til færøsk. Kambans novelle Gullgentan fra 2010 blev nomineret til Nordisk Råds Litteraturpris 2012). Samme år blev denne novelle oversat til dansk med titlen Guldpigen.
Hanus Kamban hed tidligere Andreassen til efternavn, men ændrede efternavnet til Kamban i 2000.  Kamban voksede op på den lille ø Skúvoy, men flyttede senere til Tórshavn i 1956. Kamban var formand for Den Færøske Forfatterforening Rithøvundafelg Føroya i perioden 1992-94.

### Novellesamlinger
- Dóttir av Proteus, 1980
- Við tendraðum lyktum, 1982
- Hotel heyst, 1986
- Pílagrímar, 2001.
  - Pilgrimme, 2003.
- Gullgentan, 2010 (Nomineret til Nordisk Råds Litteraturpris 2012)[2]
  - Guldpigen, 2012 (oversat til dansk af Kirsten Brix)

### Noveller og digte - publiceret i magasiner mm.
- Angels Place, udgivet i 2001 i novellesamlingen Mjørki í heilum 14 noveller, udvalgt blandt 42 noveller der blev indsendt til en novellekonkurrence, der var arrangeret af Listastevna Føroya (Listastevna betyder Kunstfestival).
- Tað nýggja Atlantis - 2002
- To digte - Udgivet i Vencil 1, 2006
- To digte - Udgivet i Vencil 2, 2007
- Riddarin Grøni Udgivet i Vencil 5, 2008
- Saxifraga Nivalis, Udgivet i Vencil 8, 2010[7]

### Digte
- Cafe Europa, 2008

### Biografier
- 1994 - Hjalmar Söderberg (kort biografi)
- 1994 - J.H.O. Djurhuus - ein bókmentalig ævisøga I (en litterær biografi I)
- 1995 - J.H.O. Djurhuus - ein bókmentalig ævisøga II
- 1997 - J.H.O. Djurhuus - ein bókmentalig ævisøga III
  - 2001 J.H.O. Djurhuus : en litterær biografi, Universitetsforlag, Odense 2001 (Odense University studies in Scandiavian language and literature; 46. 2 Vol., I. 1881-1922, II. 1922-1948. Oversat fra færøsk til dansk af Kirsten Brix)
- 2003 - Jósef Stalin (om Josef Stalin's liv og politik)

### Skuespil
- 2000 - Heystveingir

### Antologier med artikler af Kamban, oversættelser, digte mm.
- Kveikt og kannað (digte, artikler og oversættelser af Rikard Long), 1979
- Tíðartinnur (antologi med artikler), 1985
- Tann bráðvakra hugsjónin (antologi med artikler), 2000
- Heimahøllin (kantate sammen med den færøske komponist Kári Bæk), 2001

### Essay
- 2007 - Hjarta uttan fylgisneyta: Herman Bang 150 ár (essay)

### Oversættelser til færøsk
- 1969 - Drekin og aðrar søgur (Graham Greene, H. G. Wells, Ray Bradbury, William Somerset Maugham)
- 1979 - Dreymur um eitt undarligt land (Graham Greene)
- 1989 - Othello (William Shakespeare)
- 1991 - Tey deyðu (James Joyce)

## Anerkendelse
- 1980 - Mentanarvirðisløn M. A. Jacobsens for skønlitteratur.
- 1986 - Mentanarvirðisløn M. A. Jacobsens for faglitteratur.
- 1990 - Legat fra Grunnur Kristjans á Brrekkumørk.
- 2001 - Hans novelle "Angels Place" vandt Listastevna Føroya's novelle konkurrence.
- 2002 - Nomineret til Nordisk Råds Litteraturpris for novellesamlingen Pílagrímar.
- 2003 - Mentanarvirðisløn Landsins (Færøernes Kulturpris).
- 2007 - Livsvarig ydelse fra Statens Kunstfond.[8]
- 2012 - Gullgentan (Guldpigen) Nomineret til Nordisk Råds Litteraturpris